# Madonna col Bambino e santi (Giovanni di Paolo)
La Madonna col Bambino e santi è un dipinto a tempera e oro su tavola (247x212 cm) di Giovanni di Paolo, databile al 1445 e conservata nella Galleria degli Uffizi a Firenze.

## Storia
John Pope-Hennessy identificò questo polittico con quello dipinto per la famiglia Guelfi nella chiesa di San Domenico di Siena, dove rimase probabilmente fino alle soppressioni. In un documento del Seicento si ricorda come esso avesse originariamente una predella con il Storie della Genesi e Giudizio Universale, della quale si conosce oggi uno scomparto (Cacciata dal Paradiso terrestre) al Metropolitan Museum di New York.

## Descrizione e stile
Si tratta dell'unica opera a Firenze del maestro del Quattrocento senese. In un polittico di grandi dimensioni di foggia tradizionale, sono rappresentati su fondo oro la Madonna col Bambino tra angeli, al centro, tra i santi Domenico, Pietro, Giovanni Evangelista e Tommaso d'Aquino. Evidenti sono i richiami al gotico internazionale, nei volteggi del panneggio, nel praticello fiorito, nelle silhouettes allungate.
L'artista venne ispirato dalle opere del Sassetta, di poco più anziano di lui.

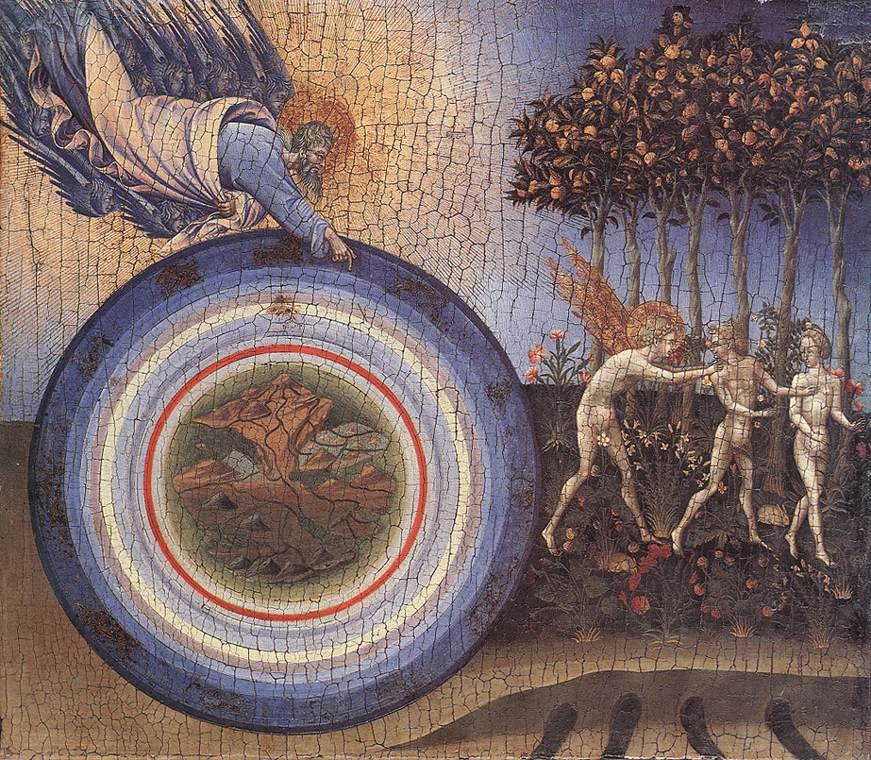
Cacciata dal Paradiso terrestre, New York